# Eubazus segmentatus
Eubazus segmentatus är en stekelart som först beskrevs av Marshall 1889.  Eubazus segmentatus ingår i släktet Eubazus och familjen bracksteklar. Inga underarter finns listade i Catalogue of Life.